# 20063 Kanakoseki
20063 Kanakoseki è un asteroide della fascia principale esterna. Scoperto nel 1993, presenta un'orbita caratterizzata da un semiasse maggiore pari a 3,216136 UA e da un'eccentricità di 0,078266, inclinata di 3,942469° rispetto all'eclittica. Ha un diametro di 11,339 km.